# André Mollet
André Mollet (... – 1665) è stato un architetto del paesaggio francese, figlio di Claude Mollet giardiniere capo di tre re francesi, e nipote di Jacques Mollet, giardiniere al Castello di Anet presso il quale vennero introdotti in Francia i principi del giardino all'italiana.

## Biografia
André Mollet divenne giardiniere reale di Cristina di Svezia a Stoccolma. IL suo capolavoro è il trattato di botanica, Le Jardin de plaisir ("Il giardino di piacere"), Stoccolma 1651, illustrato con meticolosa cura da incisioni realizzate su suo bozzetto, e che, con un occhio alla clientela aristocratica europea, pubblicò in svedese, francese e tedesco. Nei suoi disegni il ricco disegno dei parterre, che prima era una funzione di giardino di interesse isolato, venne per la prima volta organizzato in relazione significativa al progetto della casa. I disegni di André Mollet coordinavano gli elementi del selciato (strade e viali interni al giardino) come un elemento essenziale del disegno dell'insieme, con l'aggiunta di sentieri di ghiaia, bacini, fontane, parterre, boschetti e viali.
André Mollet venne convocato in Inghilterra negli anni 1620 per organizzare i giardini di Carlo I e, forse, i parterre di Wilton House,, ma dal 1633 fun al servizio di Federico Enrico d'Orange, per il quale realizzò un parterre en broderie che comprendeva il leone rampante dello stemma del principe con le armi, realizzato in erba e contornato da bosso, ambientato in ghiaie colorate nella Huis Honselaarsdijk, e in altre residenze principali del principe, come Huis ter Nieuwburg nei pressi di Rijswijk.
Tornò in Francia nel 1635, ma andò di nuovo in Inghilterra dal 1642, quando realizzò la progettazione dei giardini per Enrichetta Maria a Wimbledon. Egli tornò presumibilmente in Francia dopo lo scoppio della guerra civile inglese in quello stesso anno. Nell'autunno del 1646, una delegazione svedese arrivò a Parigi, guidata dal favorito di Cristina, l'intenditore Magnus Gabriel De la Gardie, che così soddisfatto con i recenti sviluppi francesi dell'arte dei giardini, assunse André Mollet al servizio della regina. Mollet prese con sé due assistenti e preparò piante di arancio e limone, melograno, mirto, alloro e gelsomino spagnolo, destinati a una orangerie. Egli portò anche bulbi di tulipano e radici di ranuncolo. La conferma dell'incarico giunse però con un ritardo frustrante di una stagione completa.
Il soggiorno di Mollet in Svezia durò cinque anni, durante i quali introdusse in Svezia il francese parterre en broderie modellato come i tessuti barocchi. Ha modernizzato i giardini esistenti annessi al Palazzo Reale di Stoccolma e creò un nuovo giardino alla periferia di Stoccolma. L'introduzione di un giardino in stile barocco in Svezia risale a questo decennio, con l'incoraggiamento della progressiva francofila di architetti come Nicodemus Tessin il Vecchio e Jean de la Vallée, con il quale aveva lavorato nei Paesi Bassi. I risultati sono documentati in Suecia antiqua et hodierna di Erik Dahlberg. Anche se Mollet lasciò la Svezia nel 1653, suo figlio,  Jean Mollet rimase in Svezia per il resto della sua vita, e Médard Gue, uno degli assistenti francesi di André Mollet, assunse un ruolo indipendente nel giardinaggio svedese.
Presto André Mollet giunse a Londra, dove ricevette un passaporto per viaggiare all'estero. Con la Restaurazione inglese nel 1660, le condizioni per lo sviluppo di ambiziosi giardino-edifici tornarono ad essere favorevoli, e André Mollet divenne giardiniere reale, giardiniere in capo del St. James's Park. Una edizione inglese di Le Jardin de plaisir apparve a Londra nel 1670, con il titolo  The garden of pleasure.
Il fratello di André Mollet, il giovane Claude Mollet, divenne, sotto André Le Nôtre, capo giardiniere presso il giardino delle Tuileries nel 1649.